# Live at Memory Lane
Live at Memory Lane è un album discografico di Nat Adderley, primo disco live da solista del cornettista statunitense, pubblicato dalla Atlantic Records nel 1967.

## Tracce
Lato A
1. On My Journey Now – 4:34 (Nat Adderley)
2. Fun – 6:36 (Nat Adderley)
3. Good Old Summertime – 9:43 (George Evans, Ren Shields)

Durata totale: 20:53
Lato B
1. Lavender Woman – 8:11 (Joe Zawinul)
2. Painted Desert – 8:45 (Joe Zawinul)
3. Theme – 4:44 (Nat Adderley, Joe Zawinul)

Durata totale: 21:40

## Musicisti
- Nat Adderley - cornetta
- Joe Henderson - sassofono tenore (eccetto nel brano: On My Journey Now)
- Joe Zawinul - pianoforte
- Victor Gaskin - contrabbasso
- Roy McCurdy - batteria[2]